# Menfi (Wein)
Unter der Bezeichnung Menfi DOC werden Weiß- und Rotweine in den Freien Gemeindekonsortien  Agrigent und Trapani auf Sizilien produziert. Es ist mit annähernd 2.140 Hektar das zweitgrößte Weinanbaugebiet in der Region (Stand: 2014). Größer ist nur noch das Anbaugebiet Sicilia, das die gesamte Region umfasst. Seit 1995 besitzen die Weine eine „kontrollierte Herkunftsbezeichnung“ (Denominazione di origine controllata – DOC), die zuletzt am 7. März 2014 aktualisiert wurde. Innerhalb des Anbaugebietes gibt es zwei Unterzonen (sottozone): „Feudo dei Fiori“ (für Weißweine) und „Bonera“ (für Rotweine).

## Anbau
Der Anbau ist auf folgende Gemeinden begrenzt:
- im Freien Gemeindekonsortium Agrigent: Menfi, Sciacca und Sambuca di Sicilia
- im Freien Gemeindekonsortium Trapani: Castelvetrano

Im Jahr 2016 wurden von 279 Hektar Rebfläche 14.430 Hektoliter DOC-Wein erzeugt.

## Erzeugung
Folgende Verschnittweine werden produziert:
- Menfi bianco: wird aus den Rebsorten Inzolia, Chardonnay, Catarratto bianco lucido und Grecanico (einzeln oder gemeinsam) zu mindestens 75 % erzeugt. Höchstens 25 % andere weiße Rebsorten, die für den Anbau in der Region Sizilien zugelassen sind, dürfen zugesetzt werden.
- Menfi rosso: wird aus den Rebsorten Nero d’Avola, Sangiovese, Merlot, Cabernet Sauvignon, Syrah (einzeln oder gemeinsam) zu mindestens 70 % erzeugt. Höchstens 30 % andere rote Rebsorten, die für den Anbau in der Region Sizilien zugelassen sind, dürfen zugesetzt werden. Auch als „Riserva“.

Unter der Bezeichnung „Menfi …“, gefolgt von der jeweiligen Rebsorte, werden Weine produziert, die zu mindestens 85 % aus der jeweils genannten Rebsorte bestehen müssen. Höchstens 15 % andere analoge Rebsorten, die in der Region Sizilien zugelassen sind, dürfen zugesetzt werden:
- Menfi Chardonnay
- Menfi Grecanico
- Menfi Inzolia (oder Ansonica)
- Menfi Cabernet Sauvignon
- Menfi Nero d’Avola
- Menfi Sangiovese
- Menfi Syrah
- Menfi Merlot

Weitere Weine sind:
- Menfi vendemmia tardiva (Spätlese): Zu 100 % aus den Rebsorten Chardonnay, Catarratto bianco lucido, Insolia (oder Anzonica) und/oder Sauvignon (einzeln oder gemeinsam).
- Menfi Feudo dei Fiori: muss zu mindestens 80 % aus den Rebsorten Chardonnay, Insolia (oder Anzonica) (einzeln oder gemeinsam) bestehen. Höchstens 20 % andere weiße Rebsorten, die für den Anbau in der Region Sizilien zugelassen sind, dürfen zugesetzt werden.
- Menfi Bonera: muss zu mindestens 80 % aus den Rebsorten Cabernet sauvignon, Nero d’Avola, Merlot, Sangiovese und/oder Syrah (einzeln oder gemeinsam) bestehen. Auch als „Riserva“.

## Beschreibung
laut Denomination (Auszug):

### Menfi bianco
- Farbe: strohgelb mit grünlichen Reflexen
- Geruch: zart, duftend
- Geschmack: trocken, harmonisch, lebendig
- Alkoholgehalt: mindestens 11,0 Vol.-%
- Säuregehalt: mind. 4,5 g/l
- Trockenextrakt: mind. 14,0 g/l

### Menfi Feudo dei Fiori
- Farbe: strohgelb mit grünen Nuancen
- Geruch: frisch, zart weinig
- Geschmack: weich, lebendig und anhaltend harmonisch
- Alkoholgehalt: mindestens 11,5 Vol.-%
- Säuregehalt: mind. 4,5 g/l
- Trockenextrakt: mind. 15,0 g/l

### Menfi rosso
- Farbe: intensiv rubinrot
- Geruch: würzig, charakteristisch
- Geschmack: trocken, mäßig tanninhaltig
- Alkoholgehalt: mindestens 11,5 Vol.-%, als „Riserva“ 12,5 Vol.-%
- Säuregehalt: mind. 5,0 g/l
- Trockenextrakt: mind. 19,0 g/l, als „Riserva“ 23 g/l

### Menfi Bonera
- Farbe: rubinrot, bisweilen mit granatroten Schatten
- Geruch: würzig, fein weinig
- Geschmack: trocken, leicht tanninhaltig, angenehm fruchtig
- Alkoholgehalt: mindestens 12,0 Vol.-%, als „Riserva“ 12,5 Vol.-%
- Säuregehalt: mind. 5,0 g/l
- Trockenextrakt: mind. 21,0 g/l, als „Riserva“ 23 g/l